# Melanchra scotica
Melanchra scotica är en fjärilsart som beskrevs av Tutt 1892. Melanchra scotica ingår i släktet Melanchra och familjen nattflyn. Inga underarter finns listade i Catalogue of Life.